# St. Michael (Pischelsdorf)

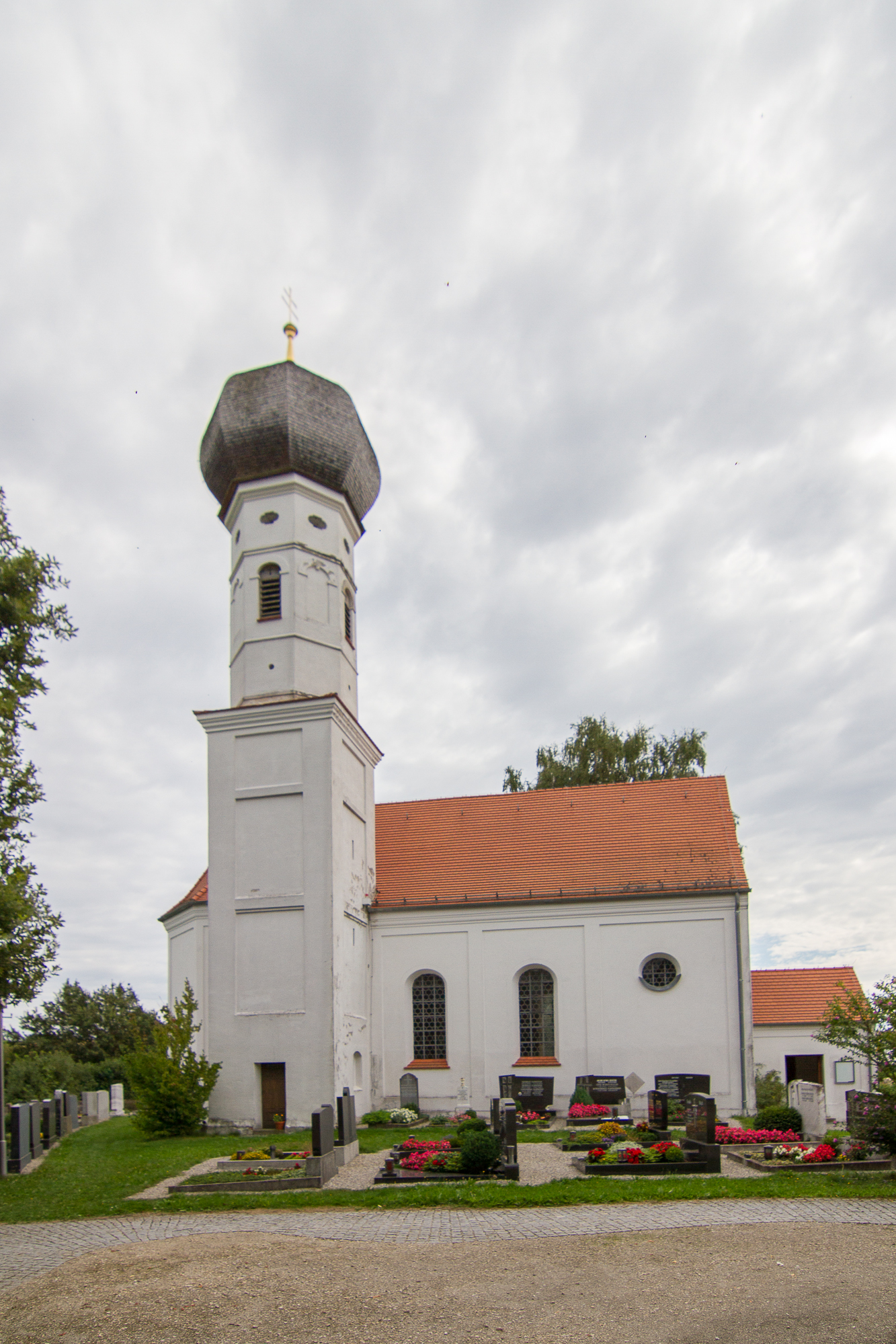
St. Michael in Pischelsdorf

Die römisch-katholische Kirche St. Michael in Pischelsdorf, einem Gemeindeteil von Reichertshausen im oberbayerischen Landkreis Pfaffenhofen an der Ilm, ist eine Filialkirche. Sie steht unter Denkmalschutz und ist in der Liste der Baudenkmäler in Reichertshausen unter der Nr. D-1-86-146-14 eingetragen. Die Kirche gehört zum Dekanat Freising im Erzbistum München und Freising.

## Beschreibung
Die im Kern ältere barocke Saalkirche wurde 1717 neu erbaut und im 18. Jahrhundert umgestaltet. Sie besteht aus dem Langhaus, dem eingezogenen Chor mit Fünfachtelschluss im Osten und dem Chorflankenturm an der Nordwand sowie der Sakristei an der Südwand des Chors. Das 1717 hinzugefügte achteckige Obergeschoss des von einer ausladenden, mit Schindeln bekleideten Zwiebelhaube bedeckten Turms enthält den Glockenstuhl. Ein Vorbau an der Westseite des Langhauses führt zum Portal.
Der Innenraum des Langhauses ist mit einem Tonnengewölbe überspannt. Der neoromanische Hochaltar stammt aus einer eingestürzten Kirche in Vierkirchen.